# Impresión

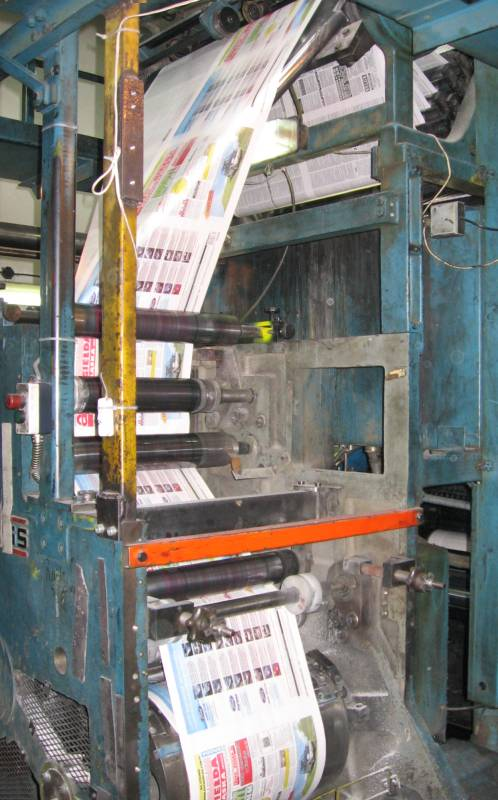
Plegadora de periódicos.

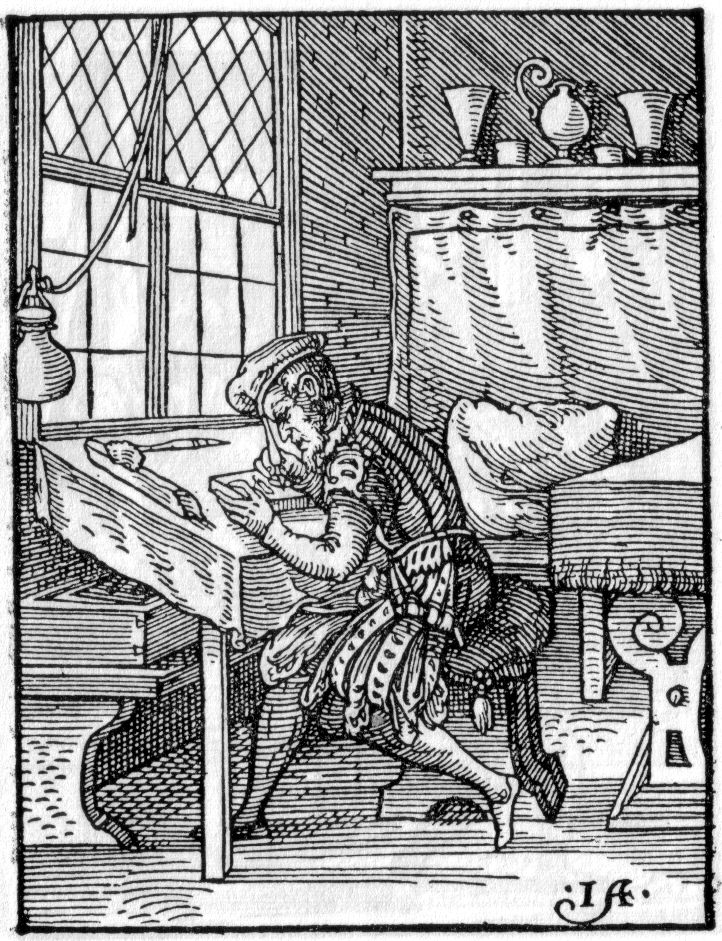
Xilografía de Jost Amman que muestra a un grabador.

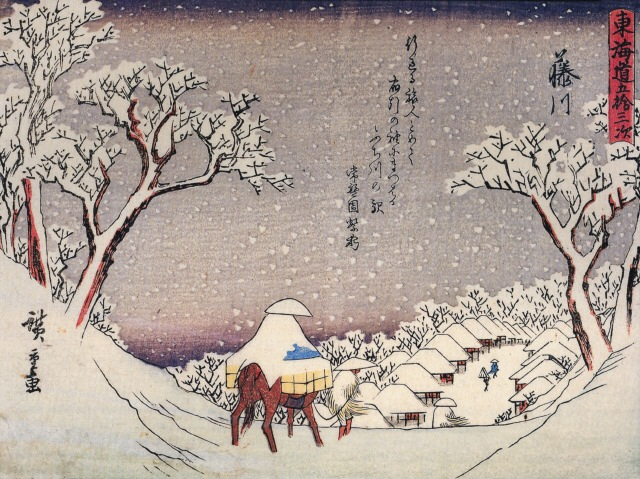
Xilografía de Hiroshige.

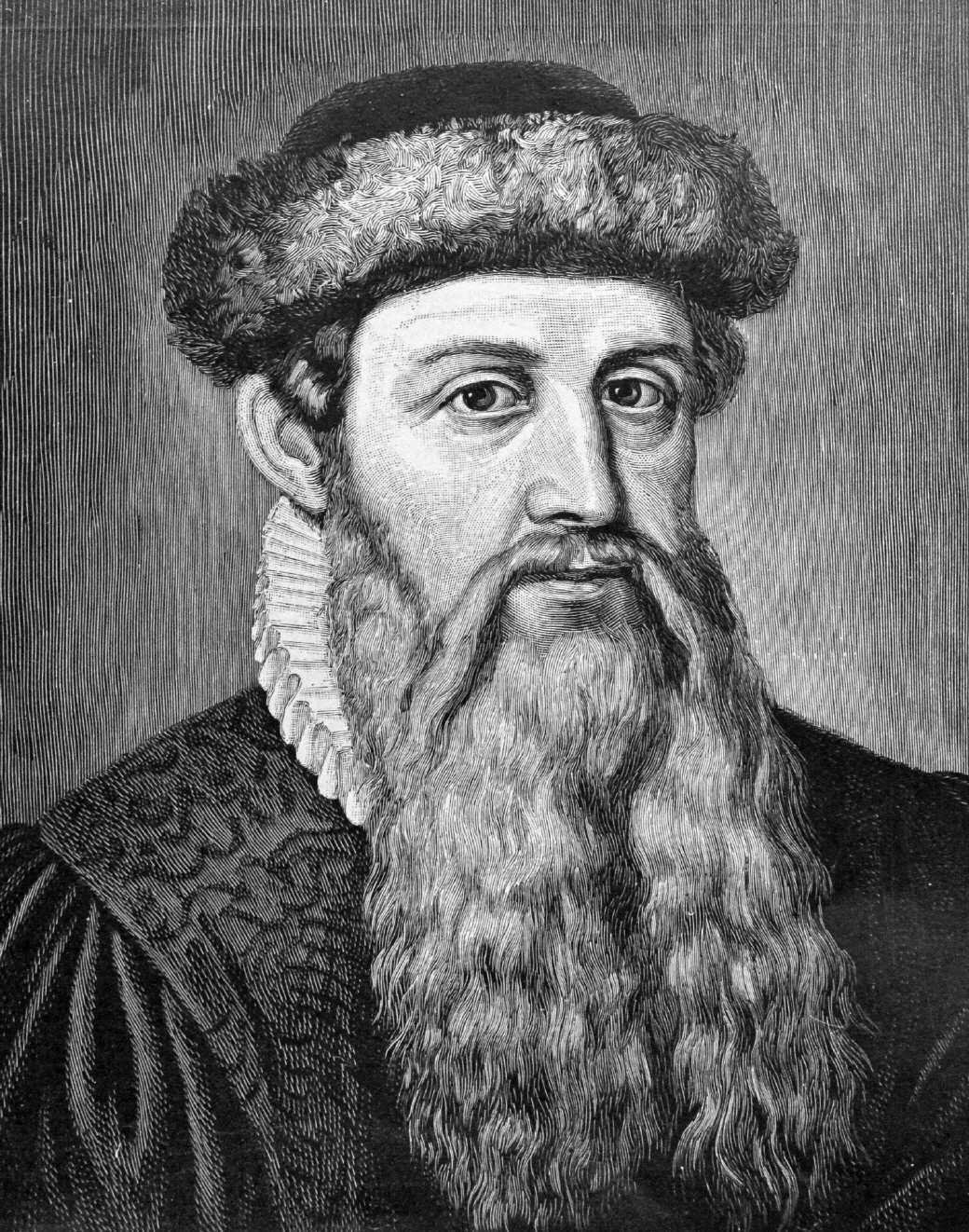
Johannes Gutenberg.

La impresión es el proceso y resultado de reproducir textos e imágenes, generalmente con tinta sobre papel. Es posible imprimir sobre gran diversidad de materiales, siendo necesario utilizar diferentes sistemas de impresión en cada caso. Se puede realizar de forma doméstica, artesanal, comercial o industrial a gran escala, y es una parte esencial de la edición de libros y toda clase de publicaciones impresas. Las nuevas técnicas de impresión en 3D ofrecen nuevas aplicaciones en diversos campos. 
A lo largo de la historia ha habido diferentes sistemas de impresión, algunos como la serigrafía o la litografía se han ido adaptando a la evolución de la técnica y todavía perduran, otros como la xilografía que habían sido ampliamente utilizados han perdido vigencia y hoy sólo se utiliza para la reproducción de obras de arte. Hasta la aparición de la impresión digital todos los métodos han tenido como característica común  la utilización de una matriz que un golpe entintada permitía transferirla sobre el papel. Las técnicas de impresión evolucionaron con rapidez, y aparecieron nuevos procedimientos que satisfacían nuevas necesidades o respondían a nuevas posibilidades técnicas. Hay que destacar el aguafuerte, la litografía, el fotograbado (que apareció a partir de la fotografía), la ófset o lo rotograbado. Las técnicas modernas de la xerografía y la inyección de tinta están estrechamente relacionadas con el tratamiento informático de los datos a imprimir que son enviados directamente a la máquina impresora y que han generado la aparición de software específico de publicación asistida por ordenador.

## Sistemas de impresión
Los sistemas de impresión son muy variados, así como sus resultados. Podemos distinguir grandes grupos con necesidades, procesos y resultados muy diferentes: los artísticos y artesanales (de tirada reducida), los digitales (para usos domésticos y comerciales a pequeña escala) y los industriales (para grandes cantidades: diarios, revistas, libros, afiches, envases, etiquetas y demás objetos en general de producción masiva).

### Según la imagen de la matriz
- Impresión en relieve: La imagen a imprimir se graba en relevo a la matriz, este relevo será entintado y ademán en contacto con el papel para producir la copia. Ejemplos: xilografía, tipografía, flexografía
- Impresión al vacío: La imagen a imprimir se graba sobre la matriz vaciando las partes que recibirán la tinta, y producirán la copia. Un ejemplo es la manera negra. Ejemplos calcografía (aguafuerte, aguatinta, ...), rotograbado
- Impresión plana: La matriz no se graba, las partes que serán entintadas serán determinadas por diferentes técnicas
  - Por la repulsión entre el agua y los grasahueso: litografía y ófset convencional.
  - Por estarcido: serigrafía.
  - Otras técnicas: impresora de inyección, impresora láser, impresora térmica, fototípia o colotípia, driografía.

### Según el material de la matriz
Se utiliza una gran variedad de materiales como la madera (xilografía), los metales (calcografía), la piedra (litografía), pantallas de malla de seda, plástico o nilón (serigrafía), linóleo (linografía), cartón, acetato, polivinilo, ... etc.

### Según el grabado de la matriz
- Impresión directa: El grabado de la matriz se hace por medio de la acción de herramientas como el buril o las cuchillas, que eliminan parte del material de la superficie. Ejemplos son las técnicas del buril, la punta seca, el picado o del carborúndum (carburo de silicio en polvo).  son ejemplos la xilografía y la punta seca.
- Impresión indirecta: El grabado de la matriz, una plancha metálica (zinc, cobre, etc.), se hace por medio de la acción corrosiva de un ácido (normalmente nítrico) sobre la superficie, las partes que tienen que permanecer intactas se protegen con barnices, azúcar, resinas, etc. Algunos ejemplos de esta técnica son la aguafuerte y el aguatinta.

### Artísticos
Los métodos artísticos son aquellos en que se graba manualmente una imagen sobre una superficie rígida, que después alojará tinta y será transferida por presión a otra superficie como papel o tela, permitiendo así hacer de manera mecánica múltiples copias de la misma.
- Xilografía: el artista trabaja sobre una plancha de madera, en la que talla a mano con un buril o gubia la imagen, que luego será entintada para ser impresa.[2]
- Grabado en linóleo: en lugar de madera se utiliza una placa de linóleo como matriz.
- Grabado a buril: la gran diferencia con la xilografía radica en que el grabado se hace sobre una plancha de metal y la tinta queda depositada en los surcos del dibujo para ser transferida al papel por capilaridad.
- Grabado a punta seca: se utiliza un punzón fino y afilado para grabar, consiguiendo líneas menos profundas que con el buril.
- Aguafuerte: la placa, generalmente de cobre o zinc, es recubierta con un barniz protector y luego el artista dibuja con una punta, retirando el barniz y dejando el metal al descubierto. Al sumergir la placa en una solución corrosiva, ésta actuará corroyendo la placa en las partes descubiertas.
- Barniz blando: esta técnica consiste en emplear un barniz que al secar mantiene una textura pegajosa y que se cubre con un papel muy fino, de los denominados «de seda», sobre el que se dibuja con un lápiz de grafito, con lo que se adhiere el barniz al papel y al retirarlo descubre el metal de la matriz.
- Mezzotinta: consiste en conseguir un tono oscuro y uniforme en la totalidad de la plancha, que se va matizando hasta lograr el blanco, mediante un proceso de bruñido de la superficie.
- Litografía: esta técnica de impresión, inventada en 1796 por Aloys Senefelder, emplea una piedra caliza previamente pulimentada sobre la que se dibuja la imagen a imprimir con una materia grasa, bien sea mediante lápiz o pincel. Este proceso se basa en la incompatibilidad de la grasa y el agua. Una vez la piedra humedecida, la tinta de impresión solo queda retenida en las zonas dibujadas previamente.
- Serigrafía: la serigrafía es un método de reproducción de documentos e imágenes sobre casi todos los materiales, que consiste en transferir una tinta a través de una gasa (anteriormente era con una seda, tensada en un marco, de ahí el nombre).
- Calcografía: La calcografía es una técnica de impresión que utiliza matrices metálicas grabadas de tal manera que se vacía la parte que se imprimirá a la copia. La palabra originariamente sólo designó grabados hechos al cocer, y por extensión empezó a ser usado para los grabados en todos los metales. La calcografía es una técnica antagonista  a la tipografía donde se transfiere la tinta depositada en la superficie, y no a los vacíos, de los relevos. A las técnicas calcográficas la profundidad de los surcos que reciben la tinta determina la cantidad de esta que se puede depositar y, en consecuencia, determina la intensidad tonal de la impresión. Dentro de esta técnica se incluyen la punta seca, la manera negra, el buril y el punteado como métodos de impresión directa y la aguafuerte, la aguatinta el barniz blando y el fotograbado como métodos indirectos. La mayoría de estas técnicas hoy en día sólo se utilizan para producir y reproducir obras de arte.

### Digitales
Se entiende por impresión digital a toda aquella en que se imprime directamente en papel (ya sea por inyección, láser u otro procedimiento) desde un archivo informático, en contraposición a los otros sistemas (tipografía, offset...), que utilizan, por ejemplo, planchas metálicas. Es actualmente el sistema más habitual en pequeña tirada.
- Inyección de tinta: habitual en impresión doméstica y de pequeña tirada, por su bajo coste.
- Impresión giclée: inyección de tinta cuando se combinan papeles de alta gama con tintas pigmentadas.
- Impresora láser: común en documentos de oficina, la impresión por láser permite más velocidad que la de inyección.

### Industriales
- Tipografía o impresión tipográfica: es el sistema de la imprenta tradicional de tipos móviles inventado por Johannes Gutenberg. Fue el sistema habitual para imprimir libros y otros textos desde el siglo XV hasta bien entrado el siglo XX, momento en que la impresión offset le tomó el relevo.
- Litografía: muy popular en el siglo XIX para crear y reproducir imágenes (carteles, etc.), utilizaba originalmente una piedra pulimentada sobre la que se dibuja la imagen a imprimir con una materia grasa. Más tarde, al aparecer las rotativas se empezaron a usar rodillos de metal o de plástico. Una evolución posterior de esta técnica es la impresión ófset.
- Ófset: similar al proceso litográfico, utilizando placas de metal (habitualmente en forma de rodillo) y añadiendo una placa intermedia al proceso que mejora el resultado. Es el sistema más usado hoy en día para grandes tiradas (libros, periódicos, etc.).
- Serigrafía: utiliza una malla tensada en un marco, y se usa para imprimir sobre diversos materiales, desde camisetas hasta baldosas.
- Tampografía: emplea una placa metálica o plástica, revestida de una emulsión fotosensible. La tampografía es conocida por su capacidad para imprimir superficies tridimensionales complejas. Se utiliza mucho para el marcaje de piezas industriales y publicidad.
- Flexografía: utiliza una placa con relieve para imprimir, admite diversos tipos de tinta y se usa sobre todo para embalajes de cartón corrugado, bolsas de plástico y de papel, etiquetas autoadhesivas, envoltorios alimentarios y también algunos periódicos.
- Huecograbado: la forma impresora es un cilindro grabado en bajo relieve. Es utilizado principalmente para revistas y embalajes.
- Fototipia: la fototipia es un proceso basado sobre la gelatina bicromatada y todavía se usa para impresión de muy alta calidad. Como la litografía, se basa en la incompatibilidad del agua y del aceite, pero permite imprimir densidades variables de tinta.

## Historia

### Impresión xilográfica en China
Fue documentada por primera vez en China en la Dinastía Tang, aunque como un método para imprimir estampados en la ropa; los ejemplos más antiguos que aún sobreviven en China datan de antes del año 220, y de Egipto en los siglos VI o VII.
En la Dinastía Tang, un escritor chino llamado Fenzhi mencionó por primera vez en su libro "Yuan xian san ji" que la impresión xilográfica se usaba para imprimir escrituras budistas durante los años de Zhenguan (627-649 d. C.). La obra impresa china más antigua de la que se tiene constancia es una impresión xilográfica de escrituras budistas del periodo Wu Zetian (684-705), descubierto en Tubofan (provincia de Sinkiang) en 1906. Fue robado por los invasores japoneses, y actualmente se encuentra en poder del Museo de Caligrafía en Tokio (Japón). El libro impreso más antiguo documentado que aún perdura, una copia del Sutra del Diamante (texto budista), está fechado en 848, pero una reciente excavación en una pagoda coreana puede haber desenterrado un texto budista incluso más antiguo fechado entre 750-751. En la historiografía moderna china, la impresión está considerada como una de las cuatro grandes invenciones de la China antigua.
Un monumento conmemorativo al trono de 1023, dinastía Song del norte china, documentaba que el gobierno central en ese tiempo usaba hojas de bronce para imprimir el papel moneda y también bloques de bronce para imprimir los números y los caracteres en la moneda, hoy en día podemos encontrar estas sombras en un papel moneda Song. Más tarde en la dinastía Jin, la gente usó la misma técnica pero más desarrollada para imprimir papel moneda y documentos oficiales formales, el ejemplo típico de este tipo de impresión tipográfica con bloques de bronce es un "cheque" impreso de la dinastía Jin del año 1216.

### Oriente Próximo
La impresión sobre tejidos con bloques de madera apareció en Egipto en el IV, no se puede asegurar si la técnica fue aprendida de los chinos o fue desarrollada de manera independiente. La impresión de bloques de texto en árabe se desarrolló en el Egipto árabe durante los siglos IX y X, no está claro si los bloques eran de madera u otro tipo de material. Parece que la técnica dejó de ser utilizada cuando se introdujeron los tipos móviles procedentes de China.

### Impresión en occidente
La técnica de la impresión con bloques llegó a Europa de la mano de los musulmanes, en 1300 era un método habitual de impresión sobre tejidos, la técnica era empleada sobre todo para imprimir motivos religiosos. Cuando el papel aconteció relativamente fácil de encontrar, alrededor de 1400, se empezaron a producir a gran escala estampas con imágenes religiosas y cartas de juego.
Alrededor de mediados del XV, la impresión de libros con bloques de madera, con texto e imágenes grabados habitualmente en el mismo bloque, acontecieron una alternativa más económica a los manuscritos y a los libros imprimidos con tipos móviles. Este tipo de impresión se aplicó a obras cortas profusamente ilustradas y con grandes querencias, los superventas de la época y con muchas versiones diferentes: los más comunes fueron el Ars Moriendi y la Biblia pauperum. Todavía hay una cierta controversia entre los estudiosos sobre si su introducción precedió o fue posterior a la introducción de los tipos móviles (la opinión más extendida), entre 1440 y 1460.

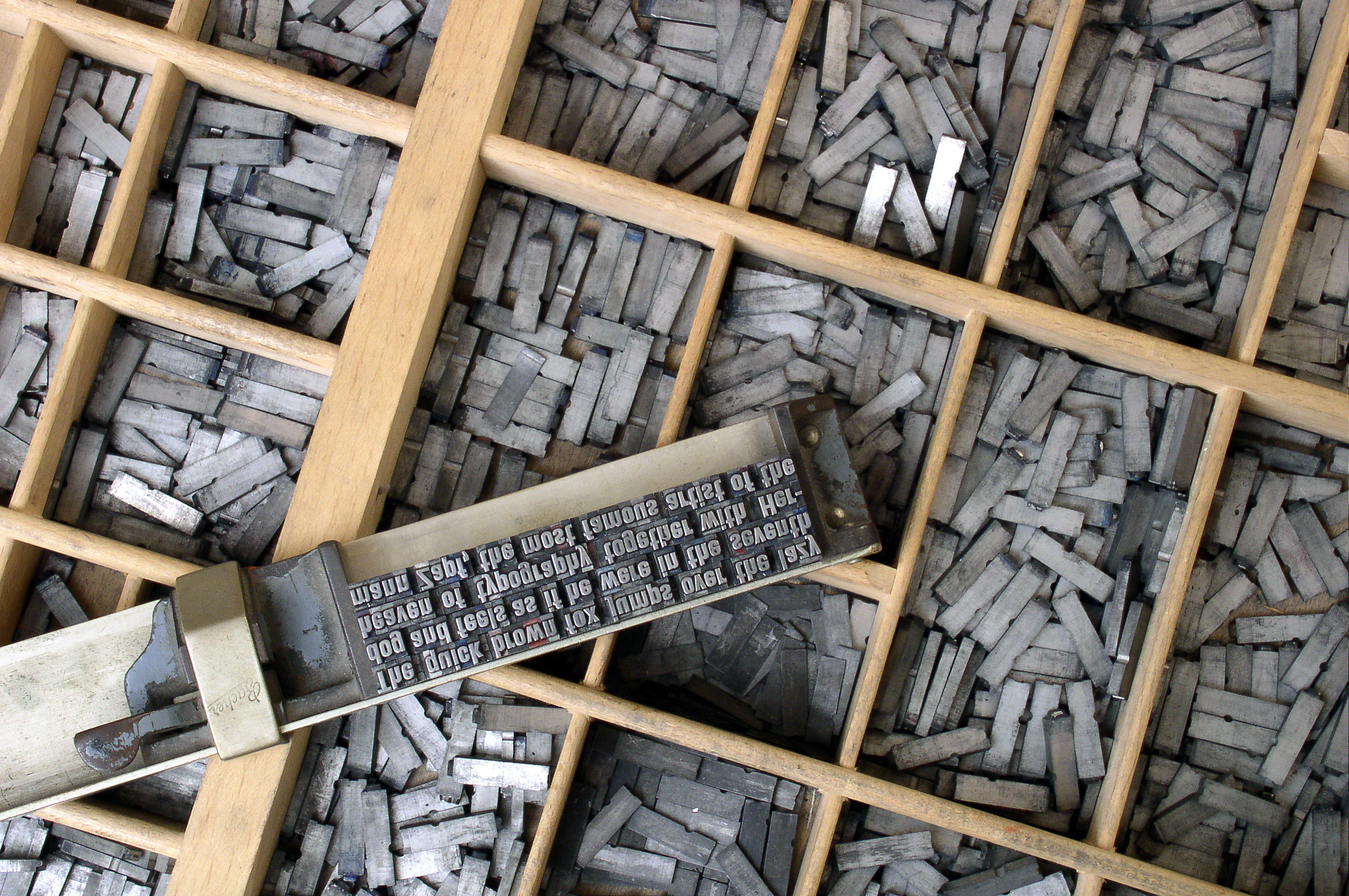
Tipos móviles

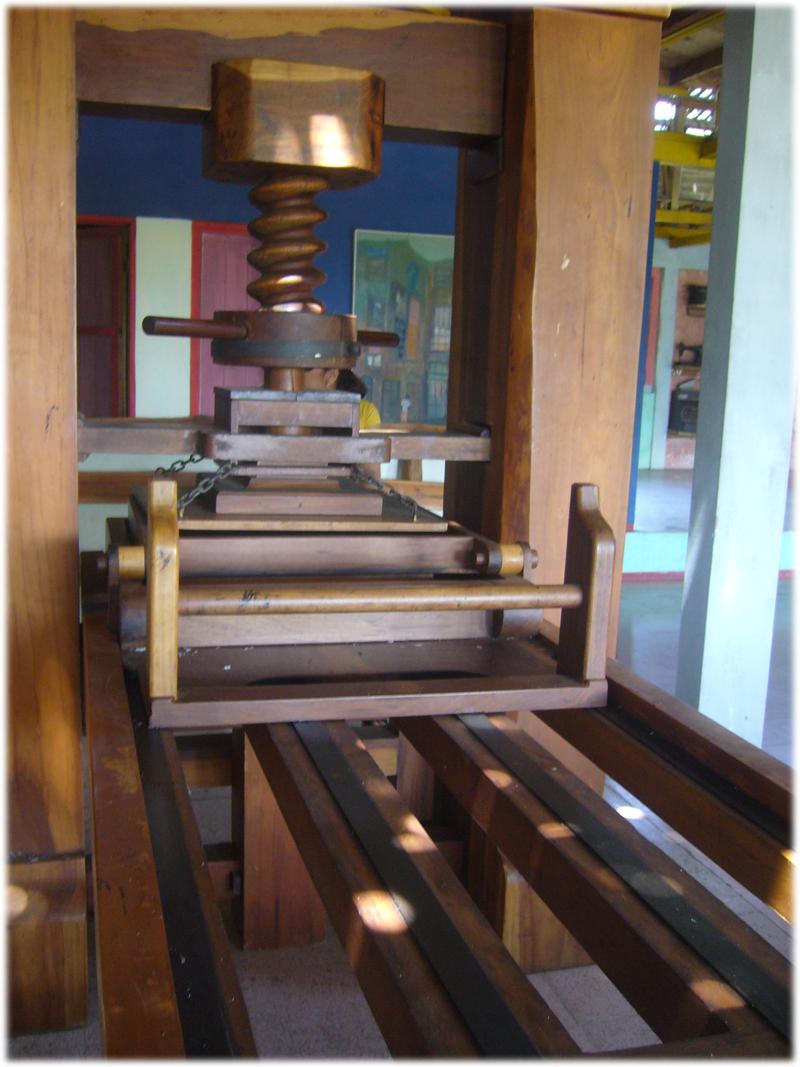
Reproducción de la imprenta de Gutenberg en el museo del Parque Garza Roja del Ecuador.

### Imprenta de tipos móviles
Los tipos móviles son un sistema de impresión y tipografía que utiliza piezas móviles con los diferentes caracteres. Esta técnica permitió que la reproducción de un texto o una imagen fuera más sencilla y flexible que la copia manual o la impresión con bloques.
Alrededor de 1040, Bi Sheng (畢昇) creó en China el primer sistema conocido que utilizaba tipos móviles hechos de arcilla que eran muy frágiles. Alrededor de 1298, Wang Zhen utilizó unos tipos más duraderos hechos de madera. Pero en aquella época el método más utilizado continuaba siendo la de los bloques de madera.
Hacia 1450 Johannes Gutenberg presentó su sistema de impresión con tipos móviles, que es considerado una invención independiente en Europa. Gutenberg fue el primero en crear las piezas de los tipos con una aleación de plomo, estaño y antimonio, que son los mismos componentes que todavía se utilizan hoy en día.
Johannes Gutenberg empezó a trabajar en la imprenta aproximadamente hacia el año 1436 cuando se asoció con Andreas Dritzehen, un hombre que previamente había sido instruido en el pulido de brillantes, y Andreas Heilmann, propietario de una fábrica de papel. No fue hasta 1439 que existe un registro oficial a partir de una demanda legal contra Gutenberg; en el documento aparecen datos sobre la imprenta con un inventario de metales (incluido el plomo) y los tipos de molde.
En comparación con la impresión en madera, el sistema móvil de imprenta permite que la página se ajuste más rápidamente y duraba más tiempo. Las piezas de metal de la imprenta duran más tiempo y las letras eran más uniformes, lo que conducirá a la tipografía y a los tipos de fuentes tipográficas. El alta calidad y precio relativamente bajo de la Biblia de Gutenberg (1455) demostró la superioridad de las imprentas móviles, aparatos que se extendieron rápidamente por toda Europa y más tarde en todo el mundo, y contribuyeron al desarrollo del Renacimiento. Hoy en día, prácticamente todos los tipos de imprentas móviles existentes, en última instancia, derivan de las imprentas móviles de Gutenberg, que es a menudo se ha considerado como el invento más importante del segundo milenio.

### Evolución post-Gutenberg
De Gutenberg hasta el XIX las innovaciones tecnológicas de las técnicas de impresión son cambios menores, destinadas a mejorar la eficiencia y la eficacia. La aleación utilizada para hacer los tipos continuó siendo el mismo. A finales del XVIII Charles Stanhope (1753 – 1816) construyó la primera imprenta totalmente metálica que permitía reducir la fuerza requerida para imprimir en un 90% y doblaba la superficie imprimible, y con una producción de hasta 480 páginas también doblaba la producción de las anteriores. Más tarde apareció la litografía, un sistema de impresión desarrollado por Aloys Senefelder, quien, sabiendo que el agua y el aceite se repelen naturalmente, utilizó una piedra caliza y una barra grasa para realizar una impresión, con lo que revolucionó las artes gráficas, permitiendo la impresión de imágenes de gran calidad. El actual sistema de impresión ófset deriva de la litografía.

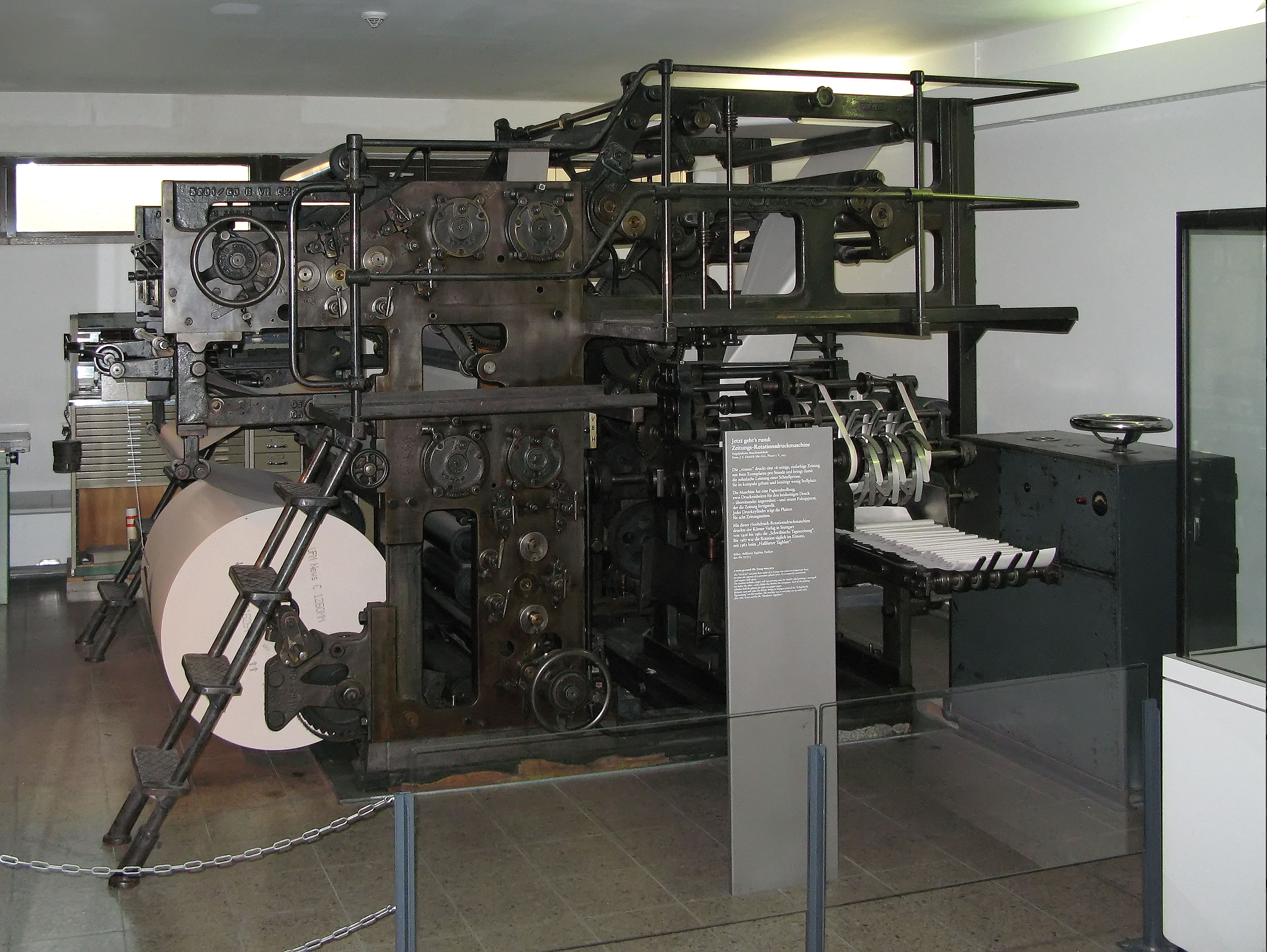
Antigua prensa rotativa expuesta en el Deutsches Museum de Múnich.

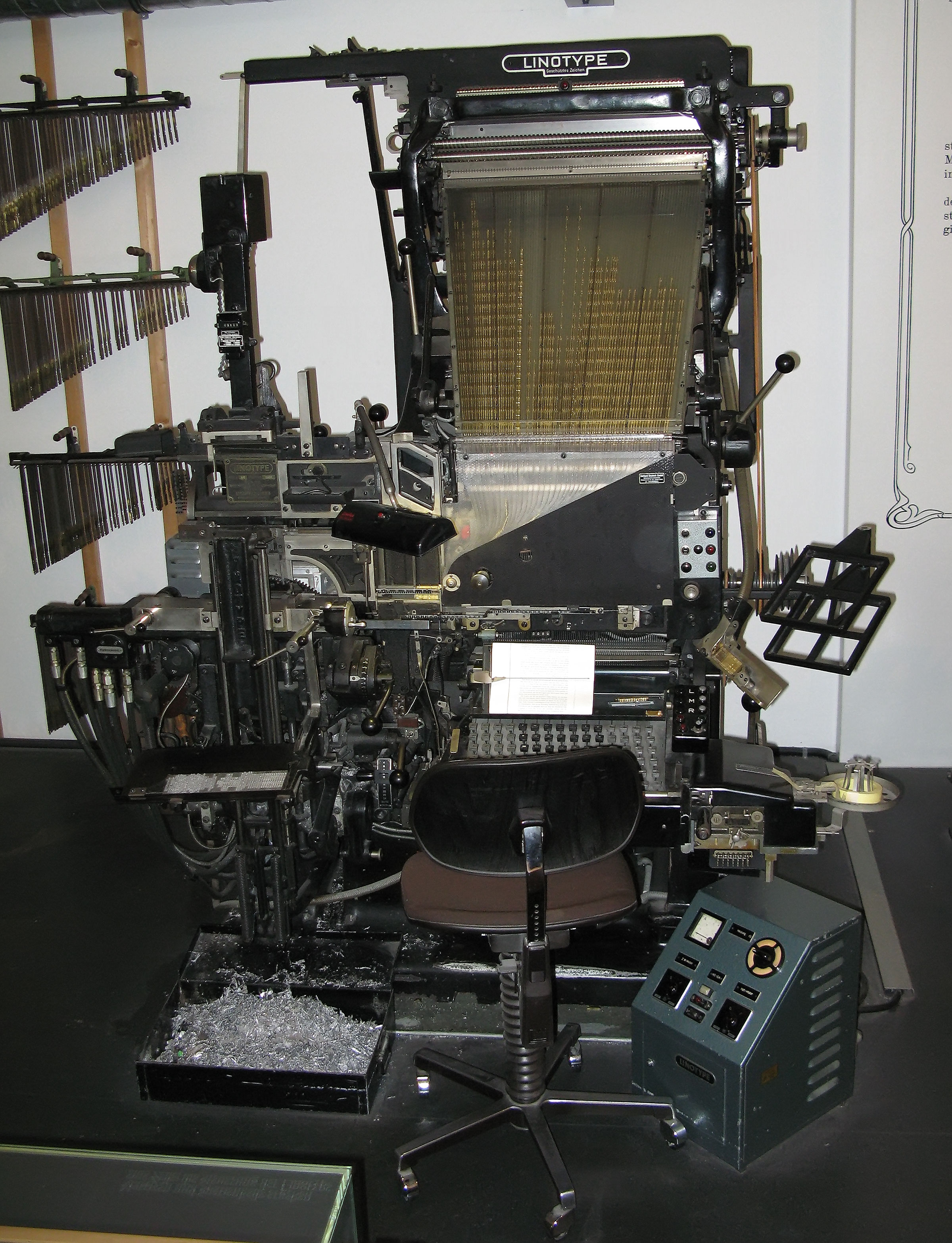
Una linotipo del 1965 expuesta al Deutsches Mudeum de Múnich.

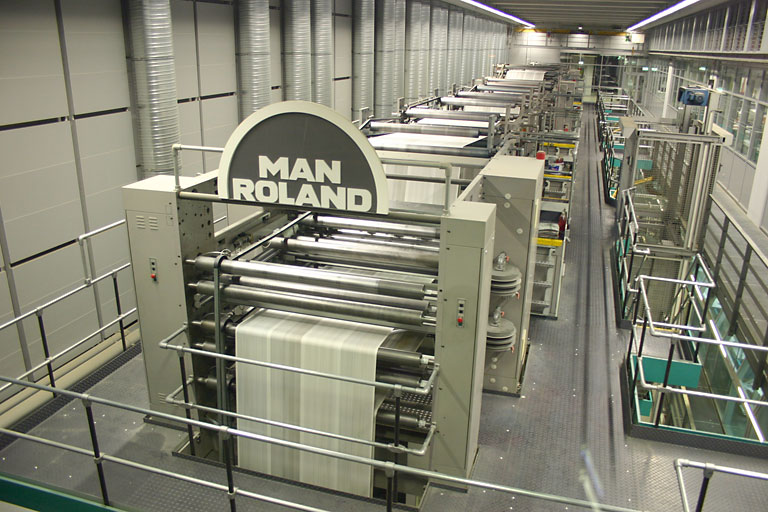
Una ófset en funcionamiento

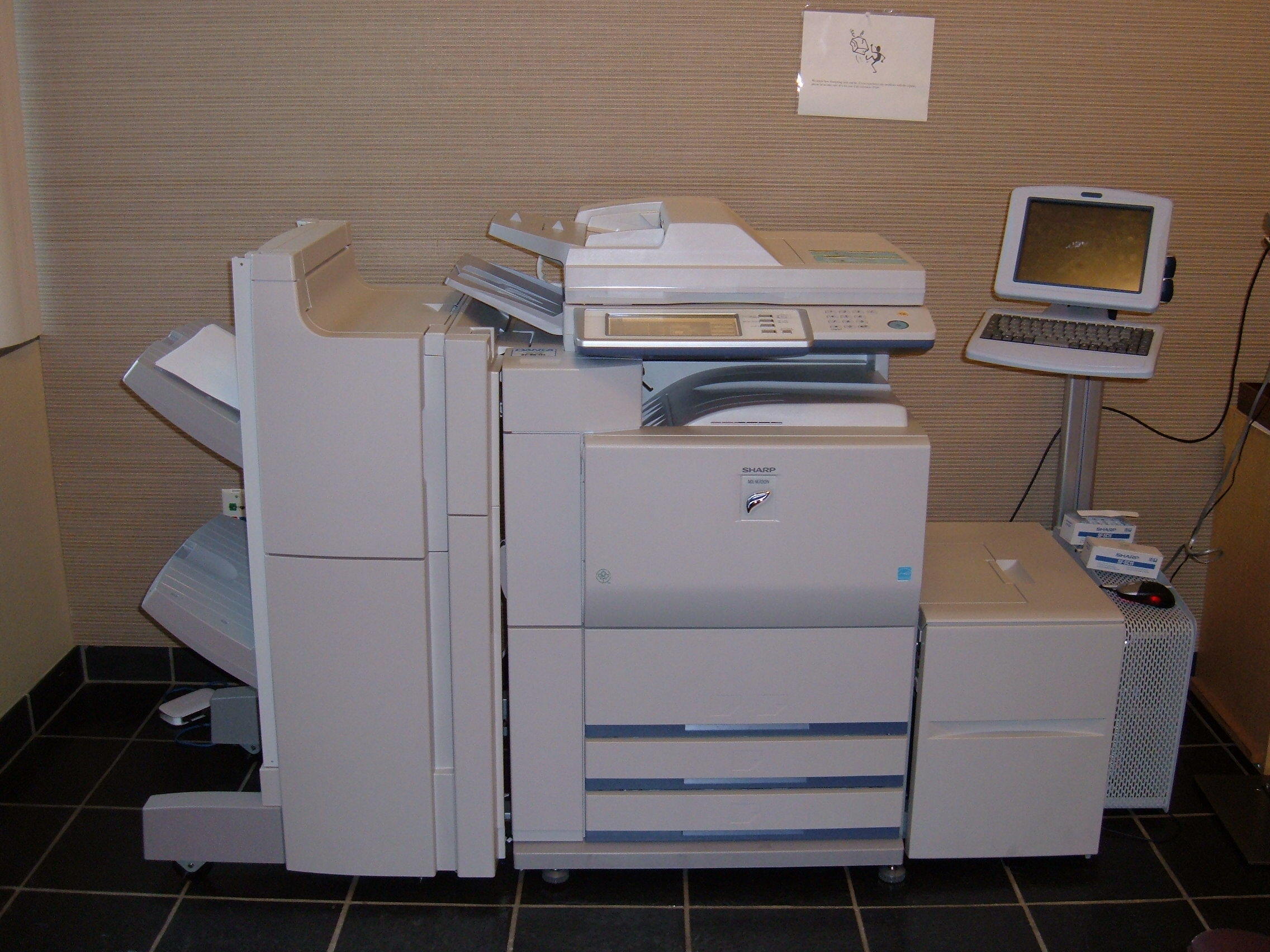
Una fotocopiadora moderna

La prensa rotativa, construida en 1847 por Richard March Hoe (1812-1886), es una máquina de impresión en la cual las imágenes y gráficos que hay que imprimir se curvan sobre un cilindro, la primera ya era capaz de realizar 12 000 impresiones por hora. El tambor rotativo de impresión fue mejorado más tarde de manera significativa por William Bullock. La impresión se puede efectuar sobre un gran número de sustratos, incluyendo papel, cartón y plástico, que pueden ser alimentados con hojas sueltas o mediante un rollo continuo. La rotativa imprime y además puede modificar el sustrato mediante troquelados, barnizados de sobreimpresión o relieve. La necesidad de los grandes diarios de contar con sistemas para cubrir las crecientes demandas en un tiempo récord llevó a un rápido desarrollo de las máquinas, con mejoras que se sucedían año tras año.
La impresión se vio revolucionada durante la década de 1880 con la invención de la linotipia por Ottmar Mergenthaler (1854 - 1899). Esta máquina supuso una  gran mejora del tiempo necesario para la composición de un texto al sustituir la manipulación manual de los tipos móviles por una entrada a través de un teclado de cada línea de texto. La introducción del texto a través del teclado se traducía en la composición mecánica de una matriz que servía como molde donde se introducía una aleación fuera de plomo y estaño formando una única pieza por línea introducida. Este bloque era el que se utilizaba para hacer la impresión propiamente dicha. La compañía Monotype Corporation Ltd creó a lo largo de los años sus propios tipo inspirados en fuentes tipográficas históricas y la mayoría son todavía protegidos por derechos de autor. Esta máquina sustituyó las imprentas tradicionales y en el campo de la impresión de libros y la prensa escrita reinó de manera indiscutida desde 1900 hasta la década de 1970.
En la década de 1940 se ideó un sustituto de los bloques-línea, se trataba de una placa que podía ser utilizada para traer un texto o una imagen de manera indiferente. La tinta se fijaba sobre las posiciones deseadas gracias a una carga electrostática (por eso la placa recibe el nombre de placa electrográfica), más tarde se sustituyó la corona de descarga por una láser. Esta técnica, llamada xerografía fue utilizada por la compañía Xerox para crear las primeras fotocopiadoras, es la base de las actuales impresoras láser y también abrió el camino para el diseño de las placas ófset de tipo fotográfico.
A finales de la década de 1960 y principios de la de 1970 apareció los métodos de fotocomposición. Un sistema de espejos con los caracteres recortados servía de plantilla de forma que la luz podía impresionar a una superficie sensible que era revelada y fijada como papel fotográfico común. Los textos compuestos de este modo eran montantes sobre unos apoyos, el diseño de la página se hacía manualmente. Un golpe el montaje de la página estaba acabado se hacía un cliché del conjunto para crear la placa que se utilizaría para la impresión. La fotocomposición y la ófset durarían casi veinte años, los procesos evolucionaron con la aparición de láser, que pasó a impresionar directamente la película, eliminando los sistemas de espejos. Desde entonces la impresión ya no se hizo presionando los caracteres sobre el papel sino que la tinta era absorbida por el papel allá donde había sido fijada a la plancha ófset.
El gran cambio durante el XX se empezó a producir con la aparición de la ordenador personal y especialmente del Macintosh de Apple a principios de la década de 1980, que supuso la democratización de la la edición asistida por ordenador, antes reservada a los mainframes y a los miniordenadores (actualmente conocidos como servidores). Este microordenador permitió hacer todas las tareas implicadas en la impresión desde un único puesto de trabajo: adquisición de imágenes digitales, edición de las imágenes, creación de gráficos vectoriales, composición de páginas con software específico, que además, permitía combinar texto e imágenes. Estas operaciones ya eran posibles en los grandes sistemas dedicados, pero a un coste prohibitivo. El Macintosh, en particular, ayudó a poner el oficio de la impresión al alcance de todo el mundo.
De manera paralela a la evolución de la composición, todas las tareas implicadas en las artes gráficas empezaron a experimentar cambios profundos. Así al puesto de trabajo de la composición, el tratamiento fotográfico y el diseño de la página se añadieron varios dispositivos como las filmadores o CTF (Computer to Film) que permitían imprimir directamente desde el ordenador a una película, y que podía crear el cliché de cada color (cuatro en el caso de la cuatricomía) para producir las placas de transferencia óptica. Esta mejora eliminó la necesidad del diseño y montaje manual de las páginas. Aun así, la transferencia óptica hizo perder definición y no evitaba ciertas manchas producidas por la presencia de suciedad debida al polvo adherido a las placas.
La siguiente evolución fue la CTP (Computer to Plate) o grabador de planchas donde ya no se pasa por la película sino que se genera la plancha de impresión directamente (en general de aluminio y a veces de poliéster). Un golpe creada la plancha, el operador sólo tiene que ponerla directamente a la prensa.
La última evolución de la ófset convencional es la incrustación del CTP a la prensa. Esto es el que se denomina Direct Imaging. Ya no queda ninguna operación intermedia entre el lugar de creación de las páginas y la prensa, el grabado se hace directamente sobre el cilindro trae-planchas de la prensa ófset. La ventaja es el ahorro de tiempo y el abaratamiento de los gastos de producción.
A partir de las fotocopiadoras ha aparecido un nuevo sector de actividad, se trata de la impresión digital donde todos los sistemas convencionales han sido sustituidos por sistemas de transferencia de imágenes basados en la tecnología de las fotocopiadoras, permitiendo tiradas inmediatas y fieles al documento original. El coste es fuerza superior al de los sistemas tradicionales y esto hace que, de momento, estos sistemas se destinen a la producción de tiradas cortas como en los casos de la autoedición, las tesis doctorales o la impresión de libros bajo demanda. En conexión a bases de datos los sistemas de impresión digital permiten la producción de documentos que contienen texto e imágenes variables a lo largo del tiempo, es el caso de los anuarios estadísticos, horarios y tarifas, catálogos, etc.

## Nuevas técnicas de impresión

### Impresoras 3D
El mundo de la impresión ha experimentado avances notables con la posibilidad que ofrecen las nuevas impresoras en tres dimensiones en campos como la sanidad, el arte, la arquitectura y la industria. En sanidad se utilizan para elaborar órganos artificiales, prótesis inteligentes y ecografías en 3D de futuros bebés.

### Mediante ondas de sonido
Un innovador método para imprimir es aquel que emplea ondas de sonido para generar gotas de líquidos. La técnica ha sido descubierta por científicos de la Universidad de Harvard y se empleará, entre otras aplicaciones, para la fabricación de productos biofarmacéuticos. Las gotas líquidas, no obstante, se emplean en usos tan diversos como la creación de microcápsulas para la administración de medicamentos, o la impresión con tinta en papel.